# Damernas tempolopp i bancykling vid olympiska sommarspelen 2004
Damernas tidslopp 600 meter i bancykling vid olympiska sommarspelen 2004 ägde rum i Parnitha Olympic Mountain Bike Venue. 
Detta bancykelformat består av ett enda lopp. Cyklisterna ska cykla så fort de kan längs den 500 långa banan. Bästa tid vinner. 

## Medaljörer
| Event                   | Guld                   | Silver             | Brons                        |
| Damernas tidslopp 500 m | Anna Meares Australien | Jiang Yonghua Kina | Natallia Tsylinskaya Belarus |

## Olympiskt rekord
Anna Meares satte både olympiskt rekord och världsrekord och under tempoloppet. 
| Världsrekord     | Jiang Yonghua (CHN)     | Kumming, Kina      | 34.000 s | 11 augusti 2002   |
| Olympiskt rekord | Félicia Ballanger (FRA) | Sydney, Australien | 34.140 s | 16 september 2000 |

## Resultat
| Placering | Race Nummer | Namn                        | 250 m Tid | 500 m Tid |
| --------- | ----------- | --------------------------- | --------- | --------- |
| 1         | 3           | Anna Meares (AUS)           | 19.164    | 33.952 WR |
| 2         | 7           | Jiang Yonghua (CHN)         | 19.192    | 34.112    |
| 3         | 4           | Natallia Tsylinskaya (BLR)  | 19.305    | 34.167    |
| 4         | 23          | Simona Krupeckaitė (LTU)    | 19.517    | 34.317    |
| 5         | 26          | Yvonne Hijgenaar (NED)      | 19.519    | 34.532    |
| 6         | 16          | Victoria Pendleton (GBR)    | 19.696    | 34.626    |
| 7         | 6           | Lori-Ann Muenzer (CAN)      | 19.630    | 34.628    |
| 8         | 24          | Nancy Contreras Reyes (MEX) | 19.523    | 34.783    |
| 9         | 32          | Svetlana Grankovskaya (RUS) | 19.739    | 34.797    |
| 10        | 21          | Sayuri Osuga (JPN)          | 19.704    | 35.045    |
| 11        | 17          | Katrin Meinke (GER)         | 19.789    | 35.088    |
| 12        | 30          | Tamilla Abassova (RUS)      | 19.982    | 35.147    |